# Pierre Henri François van Vloten
Pierre Henri François van Vloten (Amsterdam, 13 december 1884 – Lochem, 2 april 1963) was een Nederlandse procureur-generaal tijdens de Tweede Wereldoorlog. Hij was lid van de NSB.

## Leven en werk
Van Vloten werd in december 1884 te Amsterdam geboren als zoon van een boekhouder. Na zijn gymnasiumopleiding, die hij in 1907 in Sneek afrondde, studeerde Van Vloten rechten aan de Universiteit van Amsterdam. Hij promoveerde in 1911. Na zijn studie vestigde hij een advocatenpraktijk in Amsterdam en vervolgens in Hilversum. Van Vloten trad in 1933 toe tot de NSB en werd in 1941 benoemd tot vrederechter in Amsterdam en 1942 tot raadsheer bij het gerechtshof in Den Haag. In 1943 werd hij benoemd tot procureur-generaal aldaar.
Van Vloten trad in 1940 op als kringleider van Gooi-Zuid. In juni 1940 sommeerde hij de toenmalige burgemeester van Hilversum om af te treden, vanwege een hem niet welgevallige radiotoespraak. Deze burgemeester De Wijkerslooth de Weerdesteijn trad daarop af als burgemeester van Hilversum.
In het kader van de zuivering van politie en justitie na de Tweede Wereldoorlog werd Van Vloten in juni 1945 ontslagen uit zijn functie van procureur-generaal in Den Haag.
Van Vloten was getrouwd en had twee kinderen. Hij was vanaf 1956 weduwnaar.